# Почесний знак «Піонер праці»
Почесний знак «Піонер праці» (нім. Ehrenzeichen «Pionier der Arbeit») — відзнака НСДАП для нагородження керівників підприємств/установ за високі показники виробництва/виконання необхідної роботи.

## Історія
Нагорода заснована Адольфом Гітлером у серпні 1940 року.
Нагородження здійснював «від імені фюрера» голова Німецького робітничого фронту Роберт Лей на конференціях Імперсько служюи праці. Лей так охарактеризував нагороду: «Почесний знак „Піонер праці“ є кульмінацією системи виробництва, яка в умовах чесної конкуренції компаній повинна привести до найвищих економічних і соціальних показників. Це найвища честь, якої можна досягти в націонал-соціалістичній державі.»

## Опис
Овальний позолочений знак, вкритий червоною емаллю, оточений по краях лавровим вінком. Посереддині знака — державний орел з напівскладеними крилами і повернутою наліво головою, який тримає в кігтях зубчасте колесо. В центрі колеса — чорна емальована свастика на круглому білому фоні.
Знак носили на лівому боці грудей нижче військових нагород (якщо такі були), але вище партійного знаку, або поруч із Хрестом Воєнних заслуг.

## Сучасний статус нагороди
Відповідно до закону Німеччини про порядок нагородження орденами та про порядок носіння від 26 липня 1957 року (нім. Gesetz uber Titel, Orden und Ehrenzeichen) носіння почесного знаку «Піонер праці» забороняється у будь-якому вигляді.

## Нагороджені
Станом на 28 червня 1944 року знак отримали 19 людей
| Ім'я                  | Дата            |
| --------------------- | --------------- |
| Густав Крупп          | 7 серпня 1940   |
| Макс Аманн            | 1 травня 1941   |
| Вільгельм Онезорге    | 1 травня 1941   |
| Вільгельм Мессершмітт | 1 травня 1941   |
| Роберт Бош            | 23 вересня 1941 |
| Ернст Гайнкель        | 1 травня 1942   |
| Фердинанд Порше       | 1 травня 1942   |
| Вальтер Функ          | 1 травня 1942   |
| Конрад Гребе          | 1 травня 1943   |
| Юліус Дорпмюллер      | 1 травня 1944   |
| Герман Рьохлінг       | 1 травня 1944   |
| Альберт Фьоглер       | 1 травня 1944   |
| Клаудіус Дорнір       | 1 травня 1944   |
| Гельмут Штайн         | 1 травня 1944   |
| Ернст Беккер          | 1 травня 1944   |
| Йон Шварцер           | 1 травня 1944   |
| Петер Кюстер          | 1 травня 1944   |
| Ойґен Вічорек         | 1 травня 1944   |
| Альберт Піч           | 28 червня 1944  |